# Shannon Sturges
Shannon Sturges (Hollywood, Califórnia, 3 de Janeiro de 1968) é uma atriz estadunidense, neta de Preston Sturges. Sturges é casada com Michael Kelly, e dessa união, nasceram dois filhos: Jack Enzo e Ethan Robert.

## Filmografia

### Televisão
- 2006 Cold Case como Melanie
- 2006 The Wives He Forgot como Jill Mathers
- 2006 Craddle of Lies como Haley Collins
- 2006 Maid of Honor como Nicole Harris
- 2005 Passions como Sheridan Crane
- 2003 Port Charles como Kate Reynolds
- 2002 Boomtown como Cherie Hechler
- 2001 The Perfect Wife como Leah Tyman
- 2000 Once and Again como Ronnie
- 1999 Silent Predators como Mandy Stratford
- 1999 Charmed como Helena Statler
- 1999 Brimstone como Jocelyn Paige
- 1998 The Love Boat: The Next Wave como Rita
- 1998 Terror in the Mall como Drª Sheri Maratos
- 1997 Life with Roger como Nicole
- 1996 Tornado! como Samantha Callen
- 1996 Savannah como Reese Burton
- 1994 Walker, Texas Ranger como Linda Lee Robbins
- 1992 One Stormy Night como Molly Brinker
- 1992 Days of Our Lives como Molly Brinker
- 1991 Social Suicide como Kim Sterling
- 1990 Doogie Howser, M.D. como Sandi

### Cinema
- 2008 A Christmas Proposal como Cassidy
- 2003 S.W.A.T. como Sra. Segerstrom
- 1997 Convict 762 como Nile
- 1994 Mr. Write como Rachel
- 1992 Desire and Hell at Sunset Motel como Louella